# Sauce rouennaise

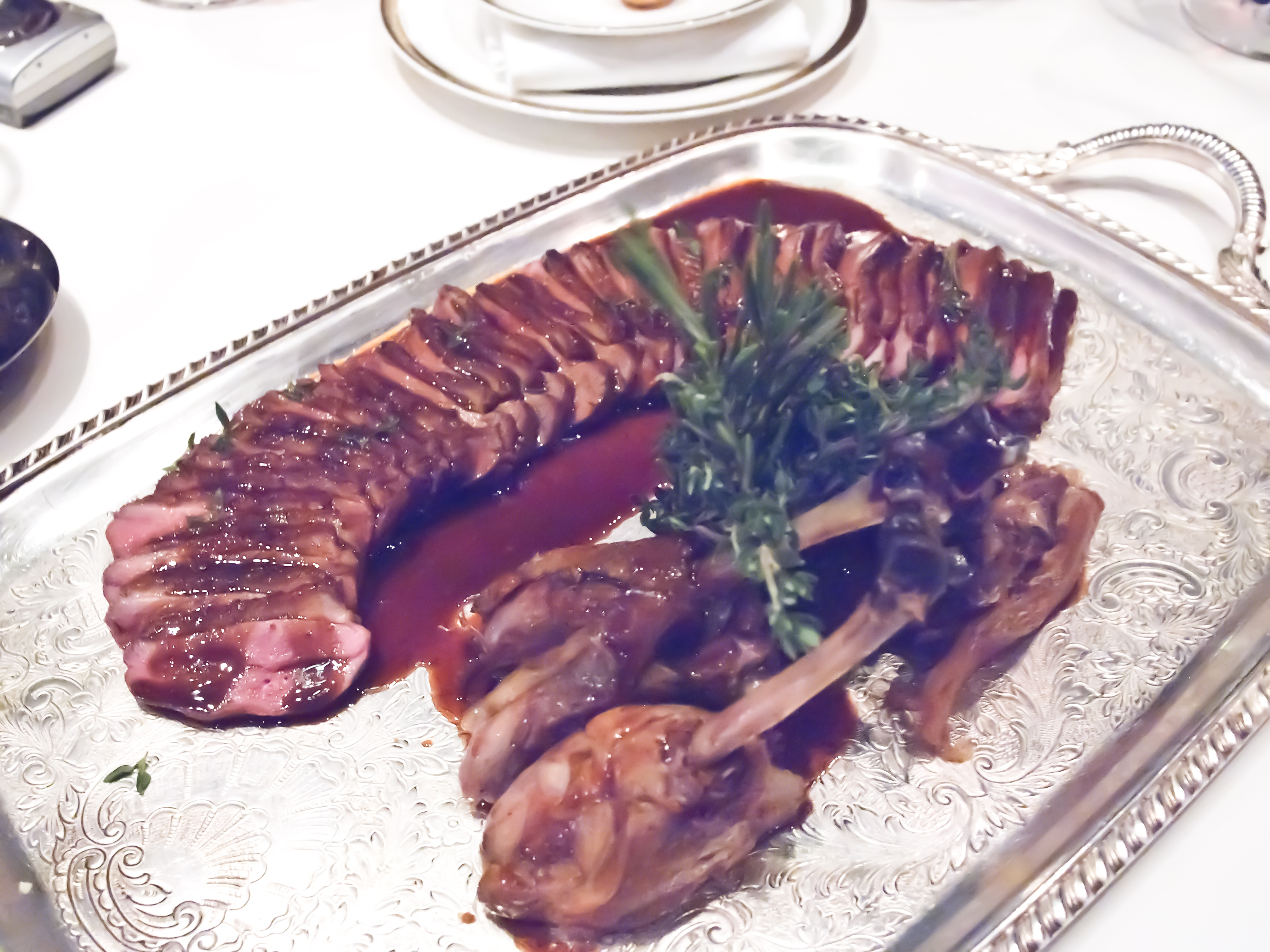
Ente mit Sauce rouennaise

Sauce rouennaise ist eine Spezialität der normannischen Küche und ist nach der Stadt Rouen benannt. Sie wird bevorzugt zu Entengerichten und pochierten Eiern gereicht und besteht zum Teil aus dem Blut und Fleischsaft einer Ente. Die Karkasse wird mit einer Entenpresse ausgepresst. Zugefügt wird ein Fond aus in Butter angebratenen Schalotten, der mit Apfelschaumwein (Cidre) gelöscht wurde. Steht kein Entensaft zur Verfügung, müssen Braune Grundsauce und fein gehackte Entenleber zugegeben werden.